# Ballades de Prague
Ballades de Prague je první LP deska, kterou nahrál Vladimír Merta během svého pobytu ve Francii v roce 1968.

## Seznam skladeb

### Původní LP deska
| strana 1 | strana 1         | strana 1       | strana 1 |
| Pořadí   | Název            | Autor          | Délka    |
| -------- | ---------------- | -------------- | -------- |
| 1.       | Dobrú noc        | lidová         | 2:58     |
| 2.       | Nesem vám noviny | lidová         | 3:17     |
| 3.       | Dlouho se mi zdá | Vladimír Merta | 6:21     |
| 4.       | Perníková válka  | Vladimír Merta | 4:35     |

| strana 2 | strana 2                   | strana 2       | strana 2 |
| Pořadí   | Název                      | Autor          | Délka    |
| -------- | -------------------------- | -------------- | -------- |
| 5.       | Malá Julie                 | Vladimír Merta | 4:08     |
| 6.       | Pomeranče Hieronyma Bosche | Vladimír Merta | 7:02     |
| 7.       | Tálinskej rybník           | lidová         | 4:00     |
| 8.       | Kočka leze dírou           | lidová         | 3:09     |